# Ghiacciaio Nemesi
Il ghiacciaio Nemesi è un ghiacciaio situato sulla costa di Lars Christensen, in Antartide. In particolare il ghiacciaio, il cui punto più alto si trova circa 975 m s.l.m., fluisce in direzione nord-est, scorrendo nella zona centrale della dorsale Aramis, una diramazione dei monti del Principe Carlo.

## Storia
Il ghiacciaio Nemesi è stato scoperto nel gennaio 1957 dal  reparto meridionale di una delle spedizioni australiane di ricerca antartica comandato da W. G. Bewsher ed è stato così battezzato in associazione con la Nemesi omerica a causa delle grandi difficoltà che i membri della spedizione, intenti all'esplorazione della regione, hanno dovuto superare per attraversarlo.